# Laneuveville-devant-Nancy
Laneuveville-devant-Nancy ist eine französische Gemeinde mit 6595 Einwohnern (Stand: 1. Januar 2022) im Département Meurthe-et-Moselle in der Region Grand Est (bis 2015 Lothringen). Sie gehört zum Arrondissement Nancy und zum Kanton Grand Couronné.

## Geografie
In Laneuveville-devant-Nancy, einige Kilometer südsüdöstlich von Nancy, verbinden sich der Canal de jonction de Nancy und der Canal de la Marne au Rhin. Die Meurthe bildet die nördliche Gemeindegrenze.
Umgeben wird Laneuveville-devant-Nancy von den Nachbargemeinden Tomblaine im Norden, Art-sur-Meurthe im Nordosten und Osten, Varangéville und Saint-Nicolas-de-Port im Südosten, Ville-en-Vermois im Süden, Fléville-devant-Nancy im Südwesten, Heillecourt im Westen sowie Jarville-la-Malgrange im Nordwesten.

### Bevölkerungsentwicklung
| Jahr      | 1962 | 1968 | 1975 | 1982 | 1990 | 1999 | 2006 | 2019 |
| Einwohner | 4263 | 4896 | 5059 | 5114 | 4912 | 5083 | 5800 | 6553 |

## Städtepartnerschaft
Seit 1985 besteht eine Partnerschaft mit der deutschen Stadt Auerbach in der Oberpfalz in Bayern.

## Sehenswürdigkeiten
- Kirche Notre-Dame de l’Assomption mit dem Turm aus dem 12. Jahrhundert und weiteren Teilen aus dem 13. Jahrhundert
- Kirche Christ-Roi
- Reste der Einsiedelei Sainte-Valdrée mit einer Kapelle aus dem 12. Jahrhundert
- Château de Montaigu, klassizistischer Bau aus dem 17. Jahrhundert (beendet im 18. Jahrhundert) mit Kapelle Notre-Dame de Montaigu, heute Teil der lothringischen Museen, seit 1957/1958 Monument historique (Kapelle seit 1934)
- Château de l’abbé de Bouzey aus dem 18. Jahrhundert
- Château Noirot aus dem 18. Jahrhundert
- Château de la Cour, befestigte Anlage aus dem 16. Jahrhundert
- historische Zehntscheune

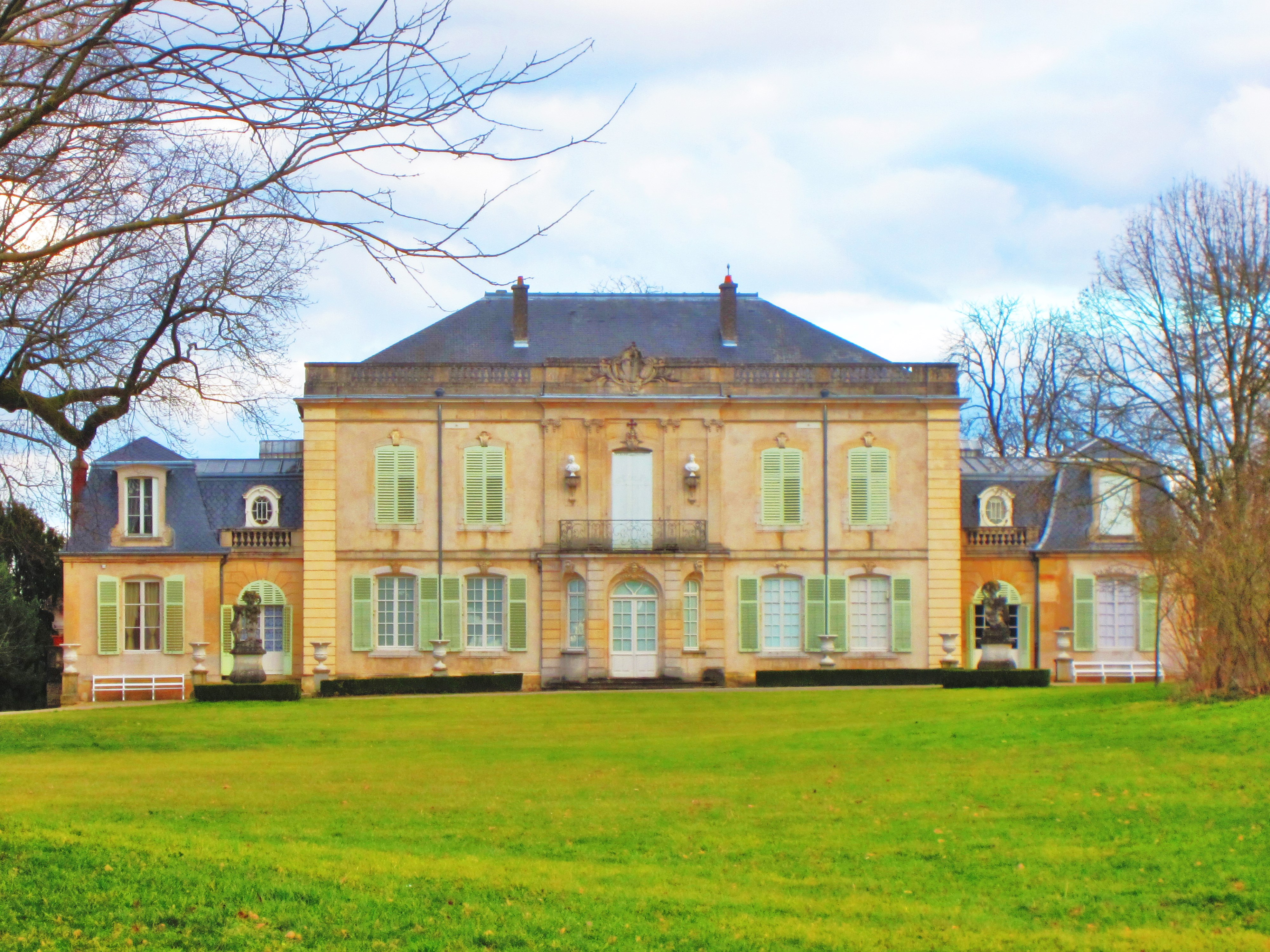
Château de Montaigu
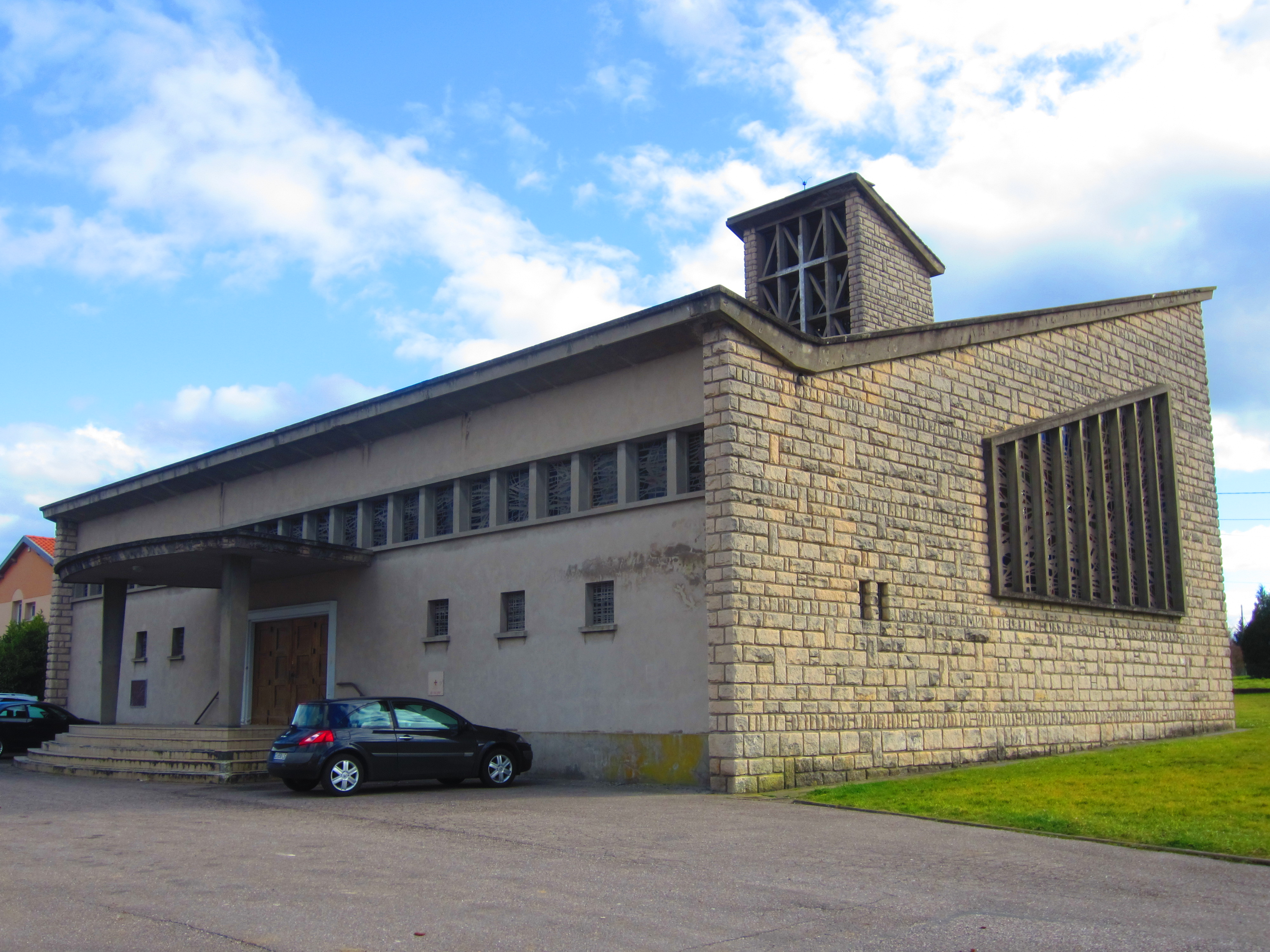
Kirche Christ-Roi im Ortsteil Madeleine